# Herøy (Møre og Romsdal)
Herøy is een gemeente in de Noorse provincie Møre og Romsdal. De gemeente met 8957 inwoners (januari 2017) ligt in de streek Sunnmøre in het westen van de fylke ('provincie'). Het bestuur is gevestigd in Fosnavåg.
De gemeente is als het ware geklemd tussen de zee en de bergen van Sunnmore. Herøy bestaat uit de eilanden Runde, Nerlandsøya, Remøya, Bergsøya, Leinøya, Flåvær en het onbewoonde Skorpa. Ook een deel van Gerskøya behoort tot haar grondgebied. Zes bruggen verbinden de eilanden onderling. Alleen Flåvær kan slechts per boot bereikt worden. Er is geen vaste verbinding met het Noorse vasteland.
Herøy was van oudsher bekend om zijn handelsnederzettingen zoals Flåvær of Kjelsund op het eiland Gerskøya. In Kvalsund op Nerlandsøya werden de resten van een Vikingschip uit de jaren 900 gevonden. Een replica ervan bevindt zich in het kustmuseum van Herøy.
Het bestuurlijke centrum is Fosnavåg en bevindt zich op Leinøya. Het is een van de grote Noorse centra voor de visserij. Op dit eiland bevindt zich ook Torvik, de aanleghaven voor Hurtigruten. Wanneer men met Hurtigruten uit het zuiden komt vaart men voorbij de vuurtoren van Flåvær.
De plaatsen Kvalsvik, Tjørvåg en Moltustrandamaken deel uit van de gemeente.
Het eiland Runde bezit de meest zuidelijke vogelkolonie van Noorwegen.

## Externe link

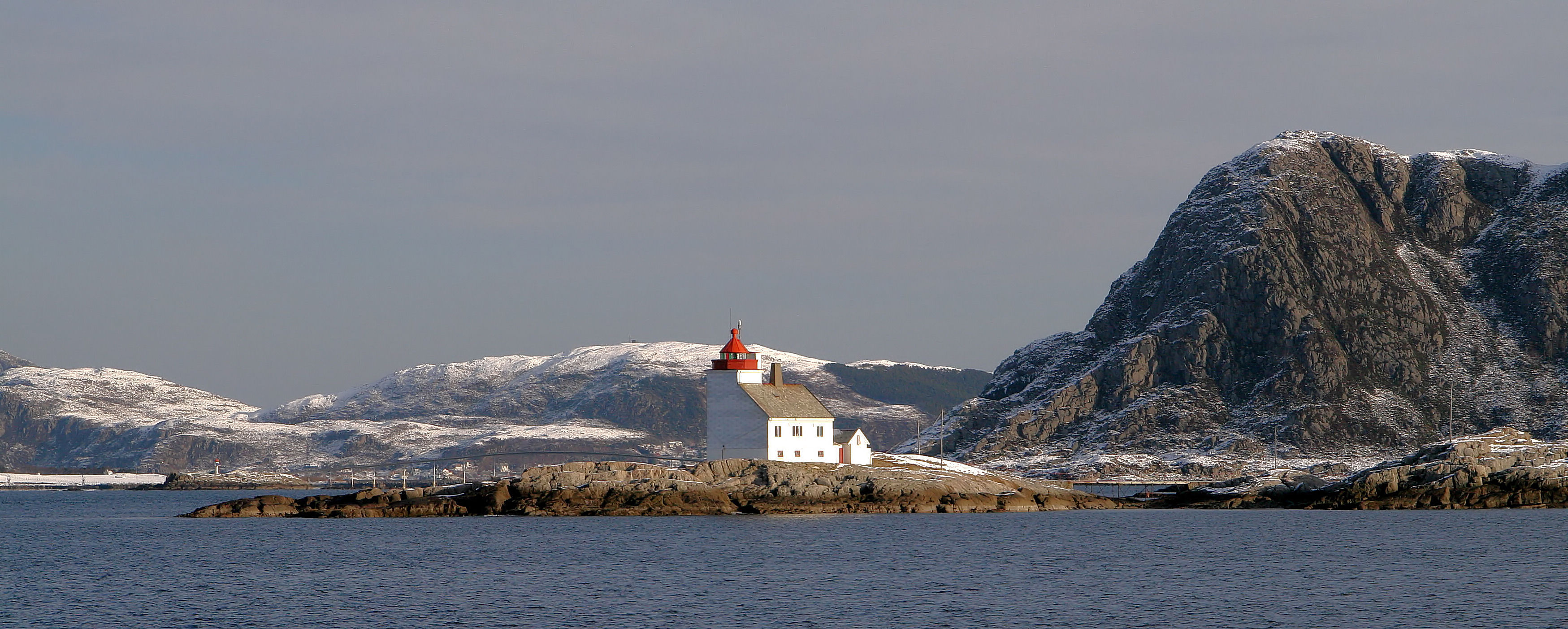
Flåvær vuurtoren op de vaart naar Torvik